# 81. ročník udílení Oscarů
Slavnostní ceremoniál 81. ročníku udílení Oscarů se uskutečnil 22. února 2009. Nejlepším filmem se stal film Milionář z chatrče, který získal celkem 8 zlatých sošek.

## Ceny a nominace

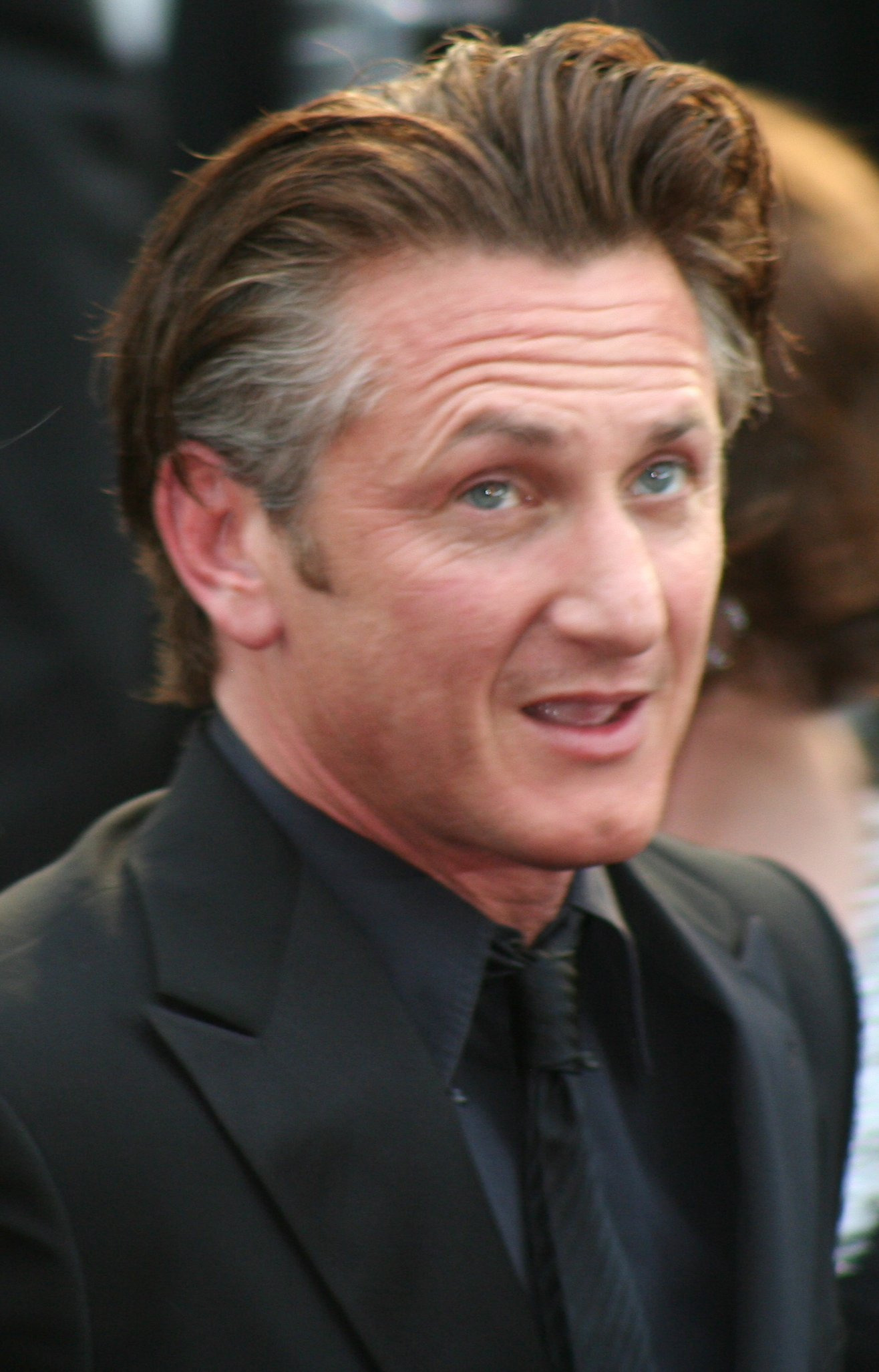
Sean Penn, vítěz v kategorii nejlepší mužský herecký výkon v hlavní roli

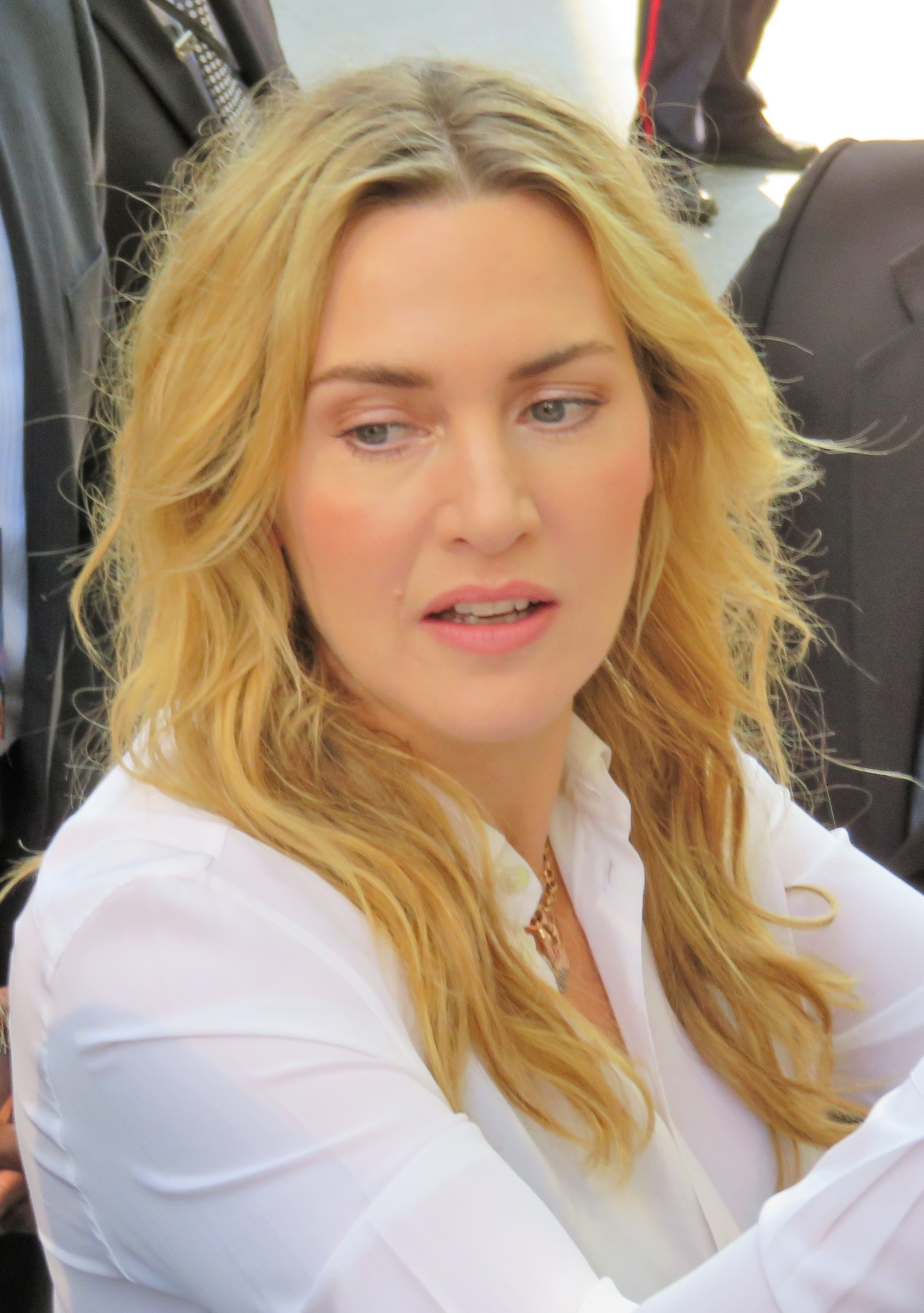
Kate Winslet, vítězka v kategorii nejlepší ženský herecký výkon v hlavní roli

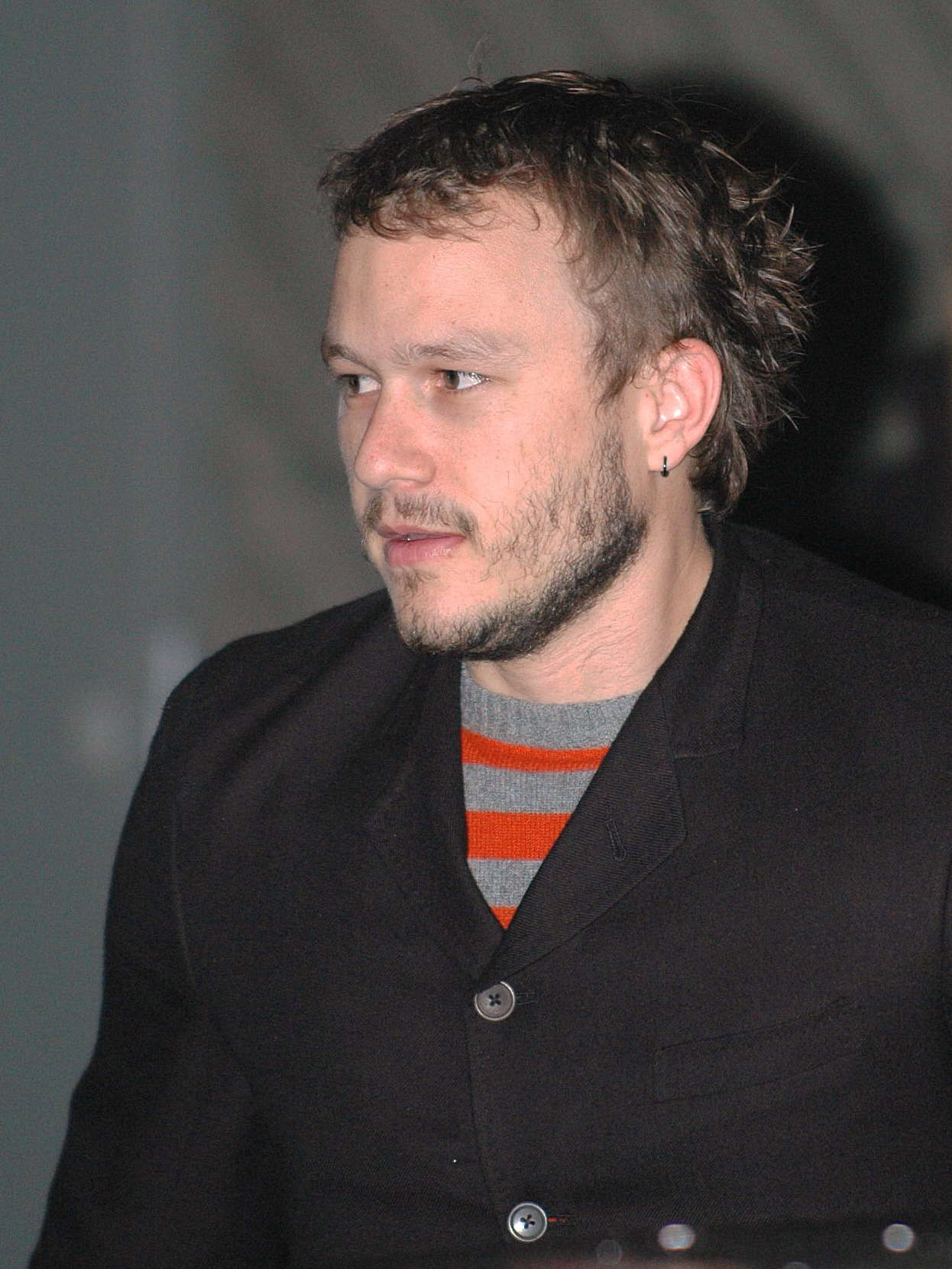
Heath Ledger, vítěz v kategorii nejlepší mužský herecký výkon ve vedlejší roli

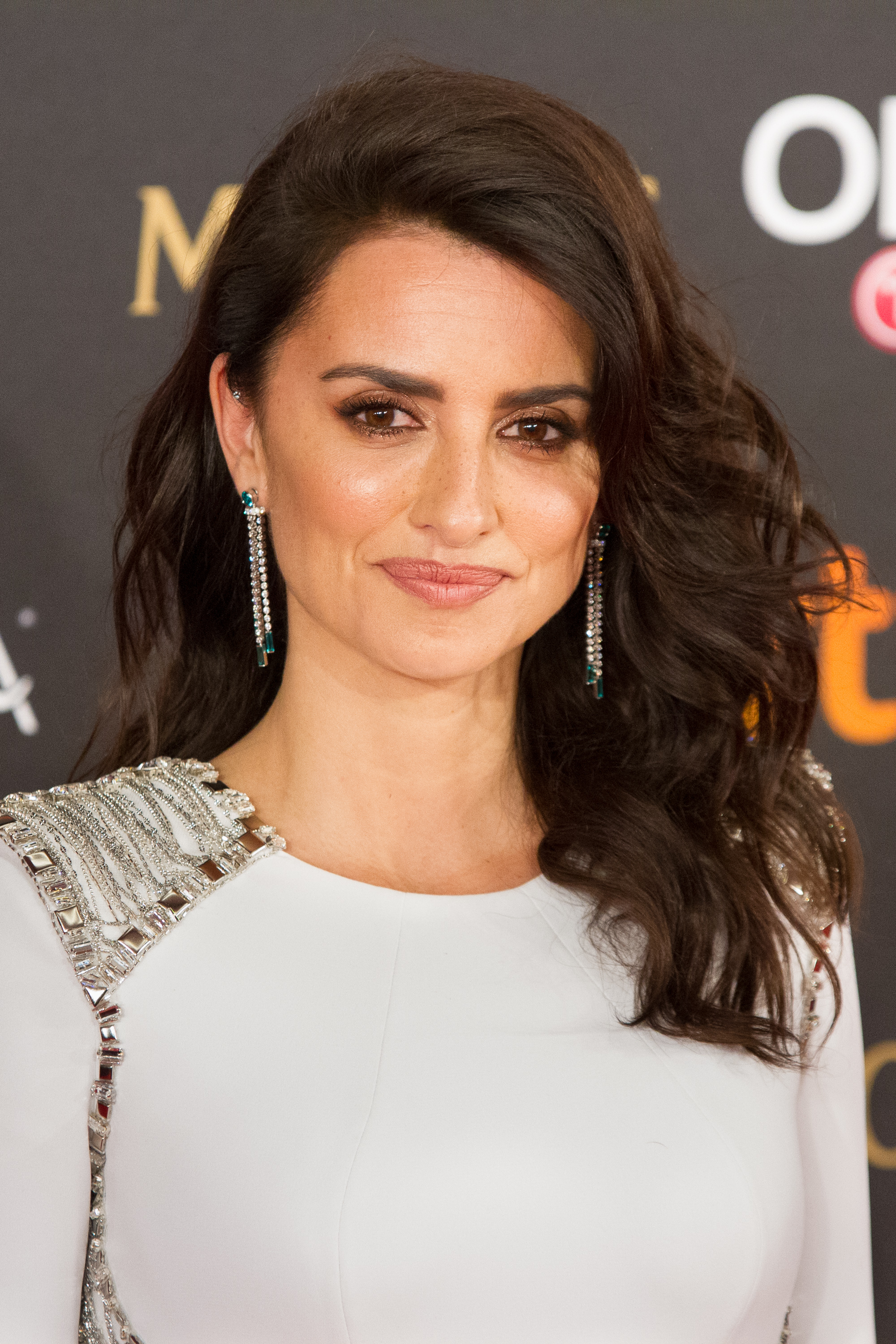
Penélope Cruz, vítězka v kategorii nejlepší ženský herecký výkon v hlavní roli

### Nejlepší film
Milionář z chatrče – Christian Colson
- Podivuhodný případ Bejamina Buttona – Kathleen Kennedy, Frank Marshall a Ceán Chaffin
- Duel Frost/Nixon – Ron Howard, Brian Grazer a Eric Fellner
- Milk – Bruce Cohen a Dan Jinks
- Predčítač – Anthony Minghella, Sydney Pollack, Donna Gigliotti a Redmond Morris

### Nejlepší režie
Milionář z chatrče – Danny Boyle
- Podivuhodný případ Bejamina Buttona – David Fincher
- Duel Frost/Nixon – Ron Howard
- Milk – Gus Van Sant
- Predčítač – Stephen Daldry

### Nejlepší herec v hlavní roli
Sean Penn – Milk
- Richard Jenkins – Nezvaný host
- Brad Pitt – Podivuhodný případ Bejamina Buttona
- Frank Langella – Duel Frost/Nixon
- Mickey Roruke – Wrestler

### Nejlepší herec ve vedlejší roli
Heath Ledger – Temný rytíř
- Robert Downey Jr. – Tropická bouře
- Philip Seymour Hoffman – Pochyby
- Josh Brolin – Milk
- Michael Shannon – Nouzový východ

### Nejlepší herečka v hlavní roli
Kate Winslet – Predčítač
- Anne Hathawayová – Rachel se vdává
- Angelina Jolie – Výměna
- Melissa Leo – Zamrzlá řeka
- Meryl Streep – Pochyby

### Nejlepší herečka ve vedlejší roli
Penélope Cruz – Vicky Cristina Barcelona
- Amy Adams – Pochyby
- Taraji P. Henson – Podivuhodný případ Bejamina Buttona
- Viola Davis – Pochyby
- Marisa Tomei – Wrestler

### Nejlepší adaptovaný scénář
Milionář z chatrče – Simon Beaufoy
- Podivuhodný případ Bejamina Buttona – Eric Roth a Robin Swicord
- Duel Frost/Nixon – Peter Hare
- Predčítač – David Hare
- Pochyby – John Patrick Shanley

### Nejlepší původní scénář
Milk – Dustin Lance Black
- Zmrzlá řeka – Courtney Hunt
- Happy-Go-Lucky – Mike Leigh
- V Bruggách – Martin McDonagh
- Vall-I – Andrew Stanton, Jim Reardon a Pete Docter

### Nejlepší cizojazyčný film
Odjezdy (Japonsko)
- Baader Meinhof Komplex (Německo)
- Mezi zdmi (Francie)
- Odveta (Rakousko)
- Valčík s Bašírem (Izrael)

### Nejlepší animovaný film
Vall-I – Andrew Stanton
- Bolt – pes pro každý případ – Chris Williams a Byron Howard
- Kung fu panda – Mark Osborne a John Wayne Stevenson

### Nejlepší výprava
Podivuhodný případ Bejamina Buttona – Donald Graham Burth a Victor J. Zolfo
- Výměna – James J. Murakami a Gary Fettis
- Temný rytíř – Nathan Crowley a Peter Lando
- Vévodkyně – Michael Carlin a Rebecca Alleway
- Nouzový východ – Kristi Zea a Debra Shutt

### Nejlepší kostýmy
Vévodkyně – Michael O'Connor
- Podivuhodný případ Bejamina Buttona – Jacqueline West
- Austrálie – Catherine Martin
- Milk – Danny Glicker
- Nouzový východ – Albert Wolsky

### Nejlepší masky
Podivuhodný případ Bejamina Buttona – Greg Cannom
- Temný rytíř – John Caglione Jr., Conor O'Sullivan
- Hellboy 2: Zlatá armáda – Mike Elizalde, Thomas Floutz

### Nejlepší kamera
Milionář z chatrče – Anthony Dod Mantle
- Podivuhodný případ Bejamina Buttona – Claudio Miranda
- Výměna – Tom Stern
- Temný rytíř – Wally Pfister
- Predčítač – Roger Deakins a Chris Menges

### Nejlepší hudba
Milionář z chatrče – Alláh Rakkha Rahmán
- Podivuhodný případ Bejamina Buttona – Alexandre Desplat
- Defiance – James Newton Howard
- Milk – Danny Elfman
- Vall-I – Thomas Newman

### Nejlepší píseň
Milionář z chatrče – Alláh Rakkha Rahmán a Gulzar – "Jai Ho"
- Vall-I – Peter Gabriel a Thomas Newman – "Down to Earth"
- Milionář z chatrče – Alláh Rakkha Rahmán a M.I.A.– "Jai Ho"

### Nejlepší střih
Milionář z chatrče – Chris Dickens
- Podivuhodný případ Bejamina Buttona – Angus Wall a Kirk Baxter
- Duel Frost/Nixon – Daniel P. Hanley a Mike Hill
- Milk – Elliot Graham
- Temný rytíř – Lee Smith

### Nejlepší zvuk
Milionář z chatrče – Ian Tapp, Richard Pryke a Resul Pookutty
- Podivuhodný případ Bejamina Buttona – David Parker, Michael Semanick, Ren Klyce a Mark Weingarten
- Vall-I – Tom Myers, Michael Semanick, Ben Burtt
- Temný rytíř – Ed Novick, Lora Hirschberg a Gary Rizzo

### Nejlepší zvukových efektů
Temný rytíř – Richard King
- Wanted – Wylie Stateman
- Milionář z chatrče – Tom Syers
- Vall-I – Ben Burtt a Matthew Wood

### Nejlepší vizuální efekty
Podivuhodný případ Bejamina Buttona – Eric Barba, Steve Preeg, Burt Dalton, Craig Barron
- Iron Man – John Nelson, Ben Snow, Daniel Sudick a Shane Mahan

### Nejlepší dokument
Muž na laně
- The Betrayl - Nerakhoon
- Setkání na konci světa
- The Garden
- Trouble the Water

### Nejlepší krátký dokument
Smile Pinki
- The Conscience of Nhem En
- The Final Inch
- Svědek z balkónu pokoje 306

### Nejlepší krátký animovaný film
Dům z malých kostek – Kunio Kato
- Ubornaya istoriya - lyubovnaya istoriya – Konstantin Bronzit
- Sim Salabim – Doug Sweetland
- This Way Up – Alan Smith, Adam Foulkes
- Oktapodi – Julien Bocabeille, François-Xavier Chanioux, Olivier Delabarre, Thierry Marchand, Quentin Marmier, Emud Mokhberi

### Nejlepší krátký hraný film
Země hraček – Jochen Alexander Freydank
- Na cestě – Reto Caffi
- Manon sur le bitume – Elizabeth Marre, Olivier Pont
- Nový kluk – Steph Green, Tamara Anghie
- Grisen – Tivi Magnusson, Dorthe Warnø Høgh